# Petinarctica
Petinarctica är ett släkte av tvåvingar. Petinarctica ingår i familjen parasitflugor.
Släktet innehåller bara arten Petinarctia stylata.